# Rural Municipality of Corman Park No. 344
Corman Park No. 344 ist eine Landgemeinde (Rural Municipality) im Zentrum der kanadischen Provinz Saskatchewan. Sie ist die Landgemeinde mit den meisten Einwohnern und hat ihren Verwaltungssitz in Saskatoon, welches von Corman Park umgeben ist. Die Gemeinde gehört statistisch zur Saskatchewan Census Division No. 11 und ist Teil der SARM Division No. 5.
Corman Park No. 344 liegt am Rand der nördlichen Ausläufer der Great Plains. Im Nordwesten folgt die Gemeindegrenze dem Verlauf des North Saskatchewan River, während sie im Nordosten dem Verlauf des South Saskatchewan River folgt. Verschiedene Highways, wie der Highway 11 in Nord-Süd-Richtung oder der Highway 16 in Ost-West-Richtung, durchqueren das Gemeindegebiet.

## Geschichte
Die Gemeinde wurde am 1. Januar 1970 eingerichtet (englisch „incorporated“). Sie entstand durch die Zusammenlegung der „Rural Municipality of Cory No. 344“ mit der „Rural Municipality of Warman No. 374“ und der „Rural Municipality of Park No. 375“.

## Demographie
Der Zensus im Jahr 2021 ergab für die Gemeinde eine Bevölkerung von 8909 Einwohnern, nachdem der Zensus im Jahr 2016 für die Gemeinde eine Bevölkerung von nur 8558 Einwohnern ergeben hatte. Die Bevölkerung hat damit im Vergleich zum letzten Zensus im Jahr 2016 über dem Trend in der Provinz um 4,1 % zugenommen, während der Provinzdurchschnitt bei einer Bevölkerungszunahme von 3,1 % lag. Im letzten Zensuszeitraum von 2011 bis 2016 hatte die Bevölkerung ebenfalls schwächer als der Trend um nur 3,5 % zugenommen, bei einer durchschnittlichen Bevölkerungszunahme von 6,3 % in der Provinz.
Im Rahmen des „Census 2021“ wurde für die Gemeinde ein Medianalter von 45,2 Jahren ermittelt. Das Medianalter der Provinz lag 2021 bei nur 38,8 Jahren. Das örtliche Durchschnittsalter lag bei 42,1 Jahren, bzw. bei 39,8 Jahren in der Provinz. Beim „Census 2016“ wurde für die Gemeinde noch ein Medianalter von 44,9 Jahren ermittelt und für die Provinz von 37,8 Jahren bzw. ein örtliches Durchschnittsalter von 40,6 Jahren sowie von 39,1 Jahren in der Provinz.

## Gemeinden

### Eigenständige Gemeinden
Innerhalb des Gemeindegebietes gibt es die folgenden eigenständige Gemeinden:
City
- Martensville
- Saskatoon
- Warman

Town
- Dalmeny
- Langham
- Osler

### Nicht eigenständige Gemeinden
Innerhalb des Gemeindegebietes gibt es mehrere nicht eigenständige Gemeinden:
Hamlet
- Beaver Creek
- Casa Rio
- Cathedral Bluffs
- Cedar Villa Estates
- Discovery Ridge
- Eagle Ridge Country Estates
- Furdale
- Merrill Hills
- Neuhorst
- River’s Edge
- Riverside Estates

Außerdem liegen in der Gemeinde weiter unselbständige Siedlungen, sogenannte „unincorporated communities“.